# Simple question de temps
Simple question de temps est un téléfilm français réalisé par Henri Helman et diffusé le 5 juin 2012 sur France 3.

## Synopsis
Ancienne pianiste de renommée internationale, veuve d'un milliardaire, la retraitée Laurence Delcourt gère sa fortune depuis sa magnifique demeure de Cannes. Son banquier lui présente une nouvelle dame de compagnie, Véra Balmer, dont la beauté lui rappelle celle de sa jeunesse. Véra Balmer va se rendre tout de suite indispensable. L'entourage de Laurence Delcourt, composé de son chauffeur, de son notaire, de son banquier et de sa dame de compagnie, lui veut du bien. Beaucoup de bien... Trop peut-être ?

## Fiche technique
- Réalisation : Henri Helman
- Scénario : Henri Helman, d'après un roman de James Hadley Chase
- Image : Bernard Malaisy
- Decor : Denis Bourgier
- Montage :
- Musique :
- Production :
- Pays :  France
- Durée : 120 minutes

## Distribution
- Line Renaud : Laurence Delcourt
- Romane Portail : Véra
- Julien Tortora : Marc
- Yvon Back : Serge
- Olivier Minne : Philippe
- Alain Doutey : Nordman
- Isalinde Giovangigli : Mme Belfont